# 1979年の音楽
1979年の音楽（1979ねんのおんがく）では、1979年（昭和54年）の音楽分野の動向についてまとめる。
1978年の音楽-1979年の音楽-1980年の音楽

## できごと
- 洋楽ではドナ・サマー、ビージーズらによるディスコが、70年代最後のブームとなった[1]。
- スリーマイル島原発事故をきっかけに、9月に「ノー・ニュークス・コンサート」が開催された[2]。
- アメリカの音楽業界ではセールスが落ち込み、レコード返品が相次ぎ、リストラが強行された[3]。ディスコに偏りすぎたことも一因と見られた。
- 萩原健一[注 1]とBOROの競作となった「大阪で生まれた女」がヒット。
- サザンオールスターズ、杏里[4]らのニューミュージック系ミュージシャンが活躍した。ゴダイゴ[注 2]の「ガンダーラ」「Monkey Magic」「ビューティフル・ネーム」「銀河鉄道999」のシングル4曲が年間20位以内にランクし、連続ヒットとなった。
- 8月、『'オリコン全国ヒット速報（現：オリ★スタ）』が創刊された。
- 12月31日
  - 第21回日本レコード大賞 「魅せられて」／ジュディ・オング

最優秀歌唱賞　小林幸子／「おもいで酒」、最優秀新人賞 桑江知子／「私のハートはストップモーション」
  - 第30回NHK紅白歌合戦

## 洋楽

### シングル
| - アバ – 「ヴーレ・ヴー」チキチータ ダズ・ユア・マザー・ノウ ギミ・ギミ・ギミ - ハーブ・アルパート 「ライズ」 - アトランタ・リズム・セクション – スプーキー - バッド・カンパニー – ロックンロール・ファンタジー - ブロンディ 「ハート・オブ・グラス」 - バグルス 「ラジオスターの悲劇」 - シック 「おしゃれフリーク」「グッド・タイムズ」「愛してほしい」 - ブームタウン・ラッツ 「哀愁のマンデイ」 - ボビー・コールドウェル – 風のシルエット - ダイアー・ストレイツ 「悲しきサルタン」 - ドゥービー・ブラザーズ 「ホワット・ア・フール・ビリーヴス」 - エルヴィス・コステロ – オリバーズ・アーミー - イアン・デューリー 「リーズン・トゥ・ビー・チアフル」 - ドクター・フック 「すてきな娘に出会ったら」「めぐり合う夜」 - ファンカデリック 「ニー・ディープ」 - スニッフ&ティアーズ「ドライバーズ・シート」 - ホット「ホット・サマー・ナイト」 - マイケル・ジャクソン 「今夜はドント・ストップ」 - ロバート・ジョン 「サッド・アイズ」 - ナイジェル・オルソン「涙のダンシング・シューズ」 - アン・マレー 「愛の残り火」 - G.Q. 「ディスコ・ナイト」 | - ELO 「ロンドン行き最終列車」 - シスター・スレッジ 「ウイ・アー・ファミリー」「グレイテスト・ダンサー」 - ピーチズ&ハーブ 「恋の仲直り」「シェイク・ユア・グルーブ・シング」 - リッキー・リー・ジョーンズ 「恋するチャック」 - J.D.サウザー 「ユア・オンリー・ロンリー」 - ニック・ロウ 「恋するふたり」 - スペシャルズ 「ルーディたちへのメッセージ」 - トーキング・ヘッズ 「ライフ」 - キッス 「ラヴィン・ユー・ベイビー」 - ザ・セレクター 「オン・マイ・レディオ」 - ELO 「ロンドン行き最終列車」「シャイン・ラヴ」 - エミルー・ハリス 「ブルー・ケンタッキー・ガール」（カントリー） - ジョージ・ハリスン 「愛はすべての人に」 - ヴァン・モリソン 「ブライト・サイド・オブ・ザ・ロード」 - ザ・ナック 「マイ・シャローナ」 - ドナ・サマー 「ホット・スタッフ」「バッド・ガール」 - レッド・ツェッペリン 「フール・イン・ザ・レイン」 - クイーン 「ドント・ストップ・ミー・ナウ」「愛という名の欲望」 - ビリー・ジョエル 「オネスティ」「マイ・ライフ」 - アニタ・ウォード 「リング・マイ・ベル」 - ロッド・スチュワート 「アイム・セクシー」 - ヴィレッジ・ピープル 「YMCA」 |

### アルバム
| - アバ – 『ヴーレ・ヴー』 - アバ – グレイテスト・ヒッツ Vol. 2 - エアロ・スミス – ナイト・イン・ザ・ラッツ - AC/DC 『地獄のハイウェイ』 - バッド・カンパニー – ディソレーション・エンジェル - ブロンディ – イート・トゥ・ザ・ビート - The B-52's 『警告! THE B-52'S来襲』 - シック 『リスク』 - ザ・クラッシュ 『ロンドン・コーリング』 - ボブ・マーレー&ザ・ウェイラーズ – サバイバル - デヴィッド・ボウイ – ロジャー - J.J.ケイル – 5 - キャメル – I Can See Your House from Here - カーズ – キャンディ-O - エルヴィス・コステロ 『アームド・フォーセズ』 - マイケル・ジャクソン 『オフ・ザ・ウォール』 - イーグルス 『ロング・ラン』 | - ヴァン・モリソン 『イントゥ・ザ・ミュージック』 - トム・スコット 『ストリート・ビート』 - フリートウッド・マック 『牙 (タスク)』 - ニール・ヤング 『ラスト・ネヴァー・スリープス』『ライブ・ラスト』 - イアン・デューリー 『ドゥ・イット・ユアセルフ』 - ファンカデリック 『アンクル・ジャム・ウォンツ・ユー』 - マッドネス 『ワン・ステップ・ビヨンド』 - スペシャルズ 『スペシャルズ』 - ジョー・ジャクソン 『ルック・シャープ』 - シスター・スレッジ 『ウイ・アー・ファミリー』 - トーキング・ヘッズ 『フィア・オブ・ミュージック』 - ジョイ・ディヴィジョン 『アンノウン・プレジャーズ』 - シンプル・マインズ 『リアル・トゥ・リアル・カコフォニー』 - ポリス 『白いレガッタ』 - スーパートランプ 『ブレックファスト・イン・アメリカ』 - ジューダス・プリースト 『イン・ジ・イースト』 - クイーン 『ライヴ・キラーズ』 - フランク・ザッパ 『スリープ・ダート』 |

## 日本のランキング

### 邦楽シングル
年間TOP50
- 出典・オリコン1979年

※1978年12月4日付 - 1979年11月26日付
- 1位 渥美二郎：「夢追い酒」
- 2位 ジュディ・オング：「魅せられて」
- 3位 小林幸子：「おもいで酒」
- 4位 さだまさし：「関白宣言」
- 5位 千昌夫：「北国の春」
- 6位 ゴダイゴ：「ガンダーラ」
- 7位 西城秀樹：「YOUNG MAN (Y.M.C.A.)」
- 8位 アリス：「チャンピオン」
- 9位 牧村三枝子：「みちづれ」
- 10位 ピンク・レディー：「カメレオン・アーミー」
- 11位 サザンオールスターズ：「いとしのエリー」
- 12位 水谷豊：「カリフォルニア・コネクション」
- 13位 甲斐バンド：「HERO（ヒーローになる時、それは今）」
- 14位 ゴダイゴ：「銀河鉄道999 (THE GALAXY EXPRESS 999)」
- 15位 岸田智史：「きみの朝」
- 16位 金田たつえ：「花街の母」
- 17位 ゴダイゴ：「MONKEY MAGIC」
- 18位 桑名正博：「セクシャルバイオレットNo.1」
- 19位 ゴダイゴ：「ビューティフル・ネーム」
- 20位 山口百恵：「いい日旅立ち」
- 21位 サーカス：「アメリカン・フィーリング」
- 22位 さとう宗幸：「青葉城恋唄」
- 23位 円広志：「夢想花」
- 24位 松山千春：「季節の中で」
- 25位 ツイスト：「燃えろいい女」
- 26位 沢田研二：「カサブランカ・ダンディ」
- 27位 村木賢吉：「おやじの海」
- 28位 松山千春：「窓」
- 29位 西城秀樹：「ホップ・ステップ・ジャンプ」
- 30位 南こうせつ：「夢一夜」
- 31位 レイフ・ギャレット：「ダンスに夢中」
- 32位 八神純子：「みずいろの雨」
- 33位 松坂慶子：「愛の水中花」
- 34位 山口百恵：「美・サイレント」
- 35位 チューリップ：「虹とスニーカーの頃」
- 36位 山口百恵：「愛の嵐」
- 37位 ツイスト：「性」
- 38位 さだまさし：「親父の一番長い日」
- 39位 アリス：「夢去りし街角」
- 40位 布施明：「君は薔薇より美しい」
- 41位 さだまさし：「天までとどけ」
- 42位 敏いとうとハッピー&ブルー：「よせばいいのに」
- 43位 ヴィレッジ・ピープル：「Y.M.C.A.」
- 44位 ピンク・レディー：「ピンク・タイフーン (In The Navy)」
- 45位 柳ジョージ&レイニーウッド：「微笑の法則」
- 46位 松山千春：「夜明け」
- 47位 沢田研二：「OH! ギャル」
- 48位 ピンク・レディー：「ジパング」
- 49位 サザンオールスターズ：「気分しだいで責めないで」
- 50位 西城秀樹：「勇気があれば」

### アルバム
年間TOP50
※1978年12月4日付 - 1979年11月26日付（データはLPチャートでの集計）
- 1位 ゴダイゴ：『西遊記』
- 2位 さだまさし：『夢供養』
- 3位 サザンオールスターズ：『10ナンバーズ・からっと』
- 4位 岸田智史：『モーニング』
- 5位 ABBA：『ヴーレー・ヴー』
- 6位 アリス：『ALICE VII』
- 7位 アリス：『栄光への脱出 〜武道館ライブ』
- 8位 柳ジョージ&レイニーウッド：『YOKOHAMA』
- 9位 ABBA：『アライバル』
- 10位 松山千春：『歩き続ける時』
- 11位 ロッド・スチュワート：『スーパースターはブロンドがお好き』
- 12位 松山千春：『空を飛ぶ鳥のように 野を駈ける風のように』
- 13位 サウンドトラック：『交響詩銀河鉄道999』
- 14位 ビリー・ジョエル：『ニューヨーク52番街』
- 15位 ツイスト：『ツイストII』
- 16位 サウンドトラック：『グリース』
- 17位 八神純子：『素顔の私』
- 18位 南こうせつ：『こんな静かな夜』
- 19位 松山千春：『君のために作った歌』
- 20位 ABBA：『グレイテスト・ヒッツ24』
- 21位 中島みゆき：『親愛なる者へ』
- 22位 ゴダイゴ：『CMソング・グラフィティ』
- 23位 甲斐バンド：『甲斐バンド・ストーリー』
- 24位 谷村新司：『喝采』
- 25位 ビージーズ：『失われた愛の世界』
- 26位 渡辺貞夫：『モーニング・アイランド』
- 27位 サーカス：『ニュー・ホライズン』
- 28位 八神純子：『思い出は美しすぎて』
- 29位 スーパートランプ：『ブレックファスト・イン・アメリカ』
- 30位 矢沢永吉：『Kiss Me Please』
- 31位 ピンク・レディー：『ベスト・ヒット・アルバム』
- 32位 竹内まりや：『UNIVERSITY STREET』
- 33位 山口百恵：『曼珠沙華』
- 34位 ゴダイゴ：『OUR DECADE』
- 35位 松任谷由実：『OLIVE』
- 36位 庄野真代：『マスカレード』
- 37位 柳ジョージ&レイニーウッド：『Weeping in the rain』
- 38位 ドナ・サマー：『華麗なる誘惑』
- 39位 さだまさし：『私花集』
- 40位 アース・ウィンド・アンド・ファイアー：『ベスト・オブ・EW & F VOL.1』
- 41位 イーグルス：『ロング・ラン』
- 42位 アース・ウィンド・アンド・ファイアー：『黙示録』
- 43位 サウンドトラック：『熱中時代』
- 44位 ネイティブ・サン：『ネイティブ・サン』
- 45位 イルカ：『いつか冷たい雨が』
- 46位 クイーン：『ジャズ』
- 47位 レッド・ツェッペリン：『イン・スルー・ジ・アウト・ドア』
- 48位 オフコース：『Three and Two』
- 49位 渡辺貞夫：『カリフォルニア・シャワー』
- 50位 五輪真弓：『残り火』

## イベント
| 開催日   | タイトル                                                                             |
| -------- | ------------------------------------------------------------------------------------ |
| 12月31日 | ASAKUSA NEW YEAR ROCK FESTIVAL 80年への狙撃!! 紅白だけが祭りじゃない!! 7th 1979-1980 |
| 12月31日 | 第30回NHK紅白歌合戦                                                                  |

### 日本武道館公演
- 2月21日・22日 - ドゥービー・ブラザーズ
- 3月2日・3日 - リンダ・ロンシュタット
- 3月5日・6日 - ジャパン
- 3月7日・14日・15日・16日 - ロッド・スチュワート
- 3月19日・29日 - チープ・トリック
- 3月26日・27日・28日 - アース・ウィンド・アンド・ファイアー
- 4月13日・14日・23日・24日・25日 - クイーン
- 4月18日・19日・20日 - ボストン
- 4月26日 - ペリー・コモ
- 4月28日 - ロキシー・ミュージック
- 5月8日・9日 - ミッシェル・ポルナレフ
- 5月21日・22日 - ビリー・ジョエル
- 5月28日 - ディーヴォ
- 6月19日 - ドナ・サマー
- 7月2日 - 吉田拓郎
- 7月21日 - レス・マッケオン
- 8月20日 - 五木ひろし
- 8月24日 - イアン・ミッチェル・バンド
- 8月27日・28日・29日・30日・31日・9月3日・4日 - アリス
- 9月6日・7日 - ホワイトスネイク
- 9月13日 - ヴァン・ヘイレン
- 9月17日・18日・19日・25日 - イーグルス
- 10月19日 - 大場久美子
- 10月22日・23日 - サンタナ&エディー・マネー
- 11月4日 - 西城秀樹
- 11月12日・13日 - マーヴィン・ゲイ
- 11月26日 - 森進一
- 12月3日・4日 - エリック・クラプトン
- 12月5日 - 松山千春
- 12月19日 - ゴダイゴ
- 12月21日・22日 - 甲斐バンド
- 12月23日・24日 - 井上陽水／高中正義
- 12月25日 - 桑名正博
- 12月26日 - 原田真二
- 12月27日 - JOHNNY, LOUIS & CHAR

## 主な音楽賞

### 第21回日本レコード大賞
- 大賞
  - 魅せられて／ジュディ・オング
- 最優秀歌唱賞 
  - おもいで酒／小林幸子
- 最優秀新人賞
  - 私のハートはストップモーション／桑江知子
- 金賞
  - おまえとふたり／五木ひろし
  - カサブランカ・ダンディ／沢田研二
  - 関白宣言／さだまさし
  - しなやかに歌って／山口百恵
  - ビューティフル・ネーム／ゴダイゴ
  - 舟唄／八代亜紀
  - 万華鏡／岩崎宏美
  - 勇気があれば／西城秀樹
- 新人賞
  - 好きだから／井上望
  - HOW!ワンダフル／倉田まり子
  - SEPTEMBER／竹内まりや
  - おんなの出船／松原のぶえ

### 第10回日本歌謡大賞
- 大賞
  - YOUNG MAN (Y.M.C.A.)／西城秀樹
- 放送音楽新人賞
  - 私のハートはストップモーション／桑江知子
  - HOW!ワンダフル／倉田まり子
- 放送音楽賞
  - おもいで酒／小林幸子
  - ロンリー・ウルフ／沢田研二
  - 青春の一冊／野口五郎
  - 舟唄／八代亜紀
  - しなやかに歌って／山口百恵

### その他
| 賞                                                    | 受賞作・受賞者 |
| ----------------------------------------------------- | --- |
| 第18回ポピュラーソングコンテストつま恋本選会          | - グランプリ - クリスタルキング「大都会」 - 優秀曲賞 - 芝田洋一「酒もってこい」、金子裕則「哀歌」、ジプシーとアレレのレ「おらが鎮守の村祭り」、カリビアン・レヴュー「イン・マイ・カリプソ・ドリーミング」 - 入賞 - トゥインクル「そよ風の妖精」、小山実「倖せへの道」、中川淳子「難破船」、オールマイティー・ブルースバンド「ポパイズ・ブギ」、福沢恵子「時のいたずら」、松永千鶴「夢民（むうみん）」 - 川上賞 - 福沢恵子「時のいたずら」、大谷絹子「嵐」 |
| 第17回ポピュラーソングコンテストつま恋本選会          | - グランプリ - 小柳孝人&BOX OFFICE BAND「流浪（さまよい）」、Lisa Lee「I'll wait for you」 - 優秀曲賞 - 鈴木一平「時流」、「市橋千寿子」、「あなたは海」 - 入賞 - チャゲ&飛鳥「ひとり咲き」、ニック（C・W・ニコル）と友達「林檎の木にかくれんぼ」、クイーン&マジソン・スクエア・ガーデン・スポーツ・メンズ・クラブバンド「フィーリングガール」、シャインズ「風のように光のように」、中川淳子「根なし草」、松永千鶴（TRY-TONE）「リヴェルテ」、安兵衛&中野バンド「ヘイジョニー」 - 川上賞 - 高原泰吏&スローダンサー「雨のドライブ」、アーニーボール「バイバイベイビー」 |
| 第17回ゴールデン・アロー賞                            | - 音楽賞 - さだまさし - 新人賞（音楽） - 倉田まり子 |
| 第12回下谷賞                                          | - 下谷賞 - 山崎一丸「北国の旅より」 |
| 第12回日本有線大賞                                    | - 大賞 - 渥美二郎「夢追い酒」 |
| 第12回全日本有線放送大賞                              | - グランプリ - 小林幸子「おもいで酒」 |
| 第12回日本作詩大賞                                    | - 大賞 - ジュディ・オング「魅せられて」（作詞:阿木燿子） |
| 第12回新宿音楽祭                                      | - 金賞 - 竹内まりや、桑江知子 - 銀賞 - 井上望、石川優子、宮本典子、BORO - 銅賞 - BIBI、高見知佳、大滝裕子、ロコとエッコ、能瀬慶子ほか - 敢闘賞 - 杏里、越美晴、松原のぶえ - 審査員特別奨励賞 - 倉田まり子 |
| 第11回サントリー音楽賞                                | - サントリー音楽賞 - 吉原すみれ - 特別贈賞 - 巖本真理弦楽四重奏団 |
| 第10回世界歌謡祭                                      | - ボニー・タイラー「哀しみのオーシャン」、クリスタルキング「大都会」 |
| 第9回モービル音楽賞                                   | - 邦楽部門 - 鶴田錦史 - 洋楽部門（本賞） - 小林道夫 |
| 第9回創作合唱曲公募                                   | - 入賞 - 平野正宏「愛の日に」 - 佳作 - 遠藤雅夫「混声合唱のための「ひとだまひとつ」」 |
| 第8回FNS歌謡祭                                        | - グランプリ - 西城秀樹「YOUNG MAN (Y.M.C.A.)」 - 最優秀歌唱賞 - ジュディ・オング「魅せられて」 - 最優秀新人賞 - 倉田まり子「HOW! ワンダフル」 - 最優秀ヒット賞 - 渥美二郎「夢追い酒」 - 最優秀視聴者賞 - 山口百恵「しなやかに歌って」 - 特別賞 - ゴダイゴ「ビューティフル・ネーム」「銀河鉄道999」、金沢明子「津軽じょんがら節」 |
| 第8回東京音楽祭                                       | - リタ・クーリッジ「あなたしか見えない」 |
| 第7回銀座音楽祭                                       | - グランプリ - 竹内まりや |
| 第7回ウィンナーワルド・オペラ賞                       | - オペラ大賞 - 河原洋子 - オペラ賞 - 林ひろみ、安念千重子、大島幾雄、勝部太、池田直樹 - 新人賞 - 該当なし - 特別賞 - 該当なし |
| 第5回全日本歌謡音楽祭                                 | - ゴールデングランプリ - 西城秀樹「勇気があれば」 - 最優秀新人賞 - 倉田まり子 |
| 第5回横浜音楽祭                                       | - 最優秀新人賞 - 宮本典子 |
| 第5回日本テレビ音楽祭                                 | - グランプリ - 西城秀樹「ホップ・ステップ・ジャンプ」 |
| 第5回日本演歌大賞                                     | - 大賞 - 千昌夫 |
| 第5回ABC歌謡新人グランプリ                            | - 井上望 |
| 第4回南里文雄賞                                       | |
| 第4回ライオンリスナーズグランプリ・FM東京最優秀新人賞 | - 久保田早紀 |
| 第3回長崎歌謡祭                                       | - グランプリ - 谷口美千代 |

## デビュー
- 1月5日 - 能瀬慶子／アテンション・プリーズ
- 1月20日 - 柴田恭兵／君だけでいい
- 1月21日 - 倉田まり子／グラジュエイション
- 1月25日 - 桑江知子／私のハートはストップモーション
- 1月25日 - 畑中葉子／ロミオ&ジュリエット'79…ソロデビュー
- 1月25日 - 村上幸子／雪の越後を後にして
- 2月1日 - 日高美子／お元気ですかお父さん
- 2月25日 - ポップコーン／ブルーロマンス薬局
- 3月20日 - 川崎公明（現・加川明）／ひとりにしてくれ
- 3月25日 - 石川優子／沈丁花
- 4月 - SHŌGUN／男達のメロディー
- 4月 - ミルク／ザ・あれから いちねん
- 4月21日 - 川島なお美／シャンペンNo.5
- 4月25日 - BIBI／スカイ・ピクニック
- 5月21日 - WHY／Shine on
- 5月25日 - 井上望／ルフラン
- 5月25日 - カシオペア／CASIOPEA
- 5月25日 - 沢田聖子／キャンパススケッチ
- 6月21日 - さとうあき子／ブルーバタフライ
- 7月1日 - 松原のぶえ／おんなの出船
- 7月20日 - マリリン（マリーン）／Love Me
- 7月21日 - 大滝裕子／A BOY
- 7月25日 - P-MODEL／美術館で会った人だろ
- 8月25日 - 一風堂／もっとリアルに
- 8月25日 - スペクトラム／トマト・イッパツ／SPECTRUM
- 8月25日 - チャゲ&飛鳥（現・CHAGE and ASKA）／ひとり咲き
- 9月5日 - 門あさ美／ファッシネイション
- 9月21日 - 明石家さんま／Mr.アンダースロー
- 10月1日 - 久保田早紀／異邦人 -シルクロードのテーマ-
- 10月1日 - 須藤薫／やさしい都会
- 10月21日 - ヒカシュー／20世紀の終りに
- 11月5日 - 松原みき／真夜中のドア〜Stay With Me
- 11月21日 - クリスタルキング／大都会…厳密には再デビュー
- 12月1日 - バラクーダ／日本全国酒飲み音頭
- 12月1日 - 比企理恵／恋のローラーブーツ
- 12月5日 - 戸田恵子／シャアが来る（再デビュー）
- 12月10日 - 沢田富美子／ノルマーリナ・ミーシャ（好きだわミーシャ）
- 不明 - TELEX／『テクノ革命』
- 不明 - 内海美幸／いのち唱（再デビュー）
- 不明 - おすぎとピーコ／ザ・パーティー
- 不明 - マリーwithメデューサ

## 解散・活動休止
- 1月1日 - マンドレイク
- 1月14日 - レモンパイ
- 3月30日 - ガセネタ（2015年再結成）

### 年内
- カーニバル
- ガールズ
- 風
- バックマン・ターナー・オーヴァードライヴ（1983年再結成）
- 日暮し
- ヴィドルジェ
- ブライアン・オーガーズ・オブリヴィオン・エクスプレス（1995年再結成）
- ポーツマス・シンフォニア
- 四人囃子（1989年以降、しばしば再結成）
- ザ・ランナウェイズ
- リトル・フィート（1987年再結成）

## 再結成
- 外道（ - 1982年）

## 誕生
- 1月1日 - 堂本光一（兵庫県、歌手・俳優、KinKi Kids）
- 1月2日 - 松原剛志（東京都、歌手・俳優、Project DMM/Project.R）
- 1月5日 - 元ちとせ（鹿児島県、歌手）
- 1月5日 - 谷川知未（大阪府、エレクトーン奏者）
- 1月6日 - 竹川美子（広島県、演歌歌手）
- 1月8日 - 小泉拓（ドラマー、クリープハイプ）
- 1月9日 - 伴都美子（熊本県、ミュージシャン、Do As Infinity）
- 1月11日 - シティ・ヌールハリザ（、歌手）
- 1月16日 - アリーヤ（、歌手、+2001年）
- 1月18日 - 周杰倫（、歌手）
- 1月20日 - ロブ・ボードン（、ドラマー、リンキン・パーク）
- 1月20日 - HAN-KUN（神奈川県、シンガーソングライター、湘南乃風）
- 1月21日 - 藤田大吾（福岡県、歌手、元alüto）
- 1月28日 - 川畑要（東京都、歌手、CHEMISTRY）
- 1月29日 - 村田亮太（神奈川県、歌手、元ダンデライオン）
- 1月31日 - 千葉はな（富山県、歌手、羊毛とおはな、+2015年）
- 2月6日 - ダン・バラン（、ミュージシャン、O-Zone）
- 2月6日 - 初田悦子（大阪府、歌手）
- 2月8日 - 和田貴史（千葉県、作曲家）
- 2月9日 - 降谷建志（東京都、ミュージシャン、Dragon Ash）
- 2月11日 - ネロ（埼玉県、ドラマー、MERRY）
- 2月17日 - モン吉（東京都、ミュージシャン、元FUNKY MONKEY BABYS）
- 2月19日 - フルカワミキ（青森県、シンガーソングライター、元SUPERCAR）
- 2月20日 - 森田剛（埼玉県、歌手・俳優、V6）
- 2月24日 - 菊地創（北海道、作曲家、eufonius、+2023年）
- 2月26日 - センコウ（福岡県、MC、ET-KING）
- 2月26日 - コリーヌ・ベイリー・レイ（、シンガーソングライター）
- 2月26日 - lecca（東京都、レゲエ歌手・政治家）
- 2月28日 - MIC BUSTER（神奈川県、歌手、元The Phanky OKstra）
- 2月28日 - 吉武大地（埼玉県、歌手、ESCOLTA）
- 3月2日 - トン・ニーノ（福岡県、歌手、元T-Pistonz+KMC）
- 3月3日 - いときん（兵庫県、MC、ET-KING、+2018年）
- 3月8日 - 八尋学（福岡県、歌手、元ビアンコネロ）
- 3月8日 - 茉莉花勇（愛知県、ベーシスト、Versailles、+2009年）
- 3月14日 - DJ FUMIYA（神奈川県、DJ、RIP SLYME）
- 3月16日 - TAKU（埼玉県、歌手、FREEASY BEATS）
- 3月17日 - hàl（秋田県、シンガーソングライター）
- 3月17日 - 薬師寺寛邦（愛媛県、歌手、キッサコ）
- 3月18日 - アダム・レヴィーン（ アメリカ合衆国、歌手、マルーン5）
- 3月19日 - 村屋光二（愛知県、歌手、元redballoon）
- 3月25日 - はいだしょうこ（東京都、歌手）
- 3月26日 - 上原ひろみ（静岡県、ジャズピアニスト）
- 3月27日 - 樫本大進（、ヴァイオリニスト）
- 3月28日 - 岡平健治（長崎県、シンガソングライター、元19/3B LAB.☆S）
- 3月28日 - 丸谷マナブ（北海道、歌手、元Sunbrain）
- 3月29日 - KZ（歌手、エイジアエンジニア）
- 3月29日 - 篠原ともえ（東京都、歌手）
- 3月30日 - ノラ・ジョーンズ（、ジャズピアニスト）
- 3月31日 - 伊波勇道（沖縄県、歌手、U-DOU&PLATY）
- 4月3日 - 伊敷幸典（沖縄県、歌手、U-DOU&PLATY）
- 4月6日 - kaede（京都府、歌手）
- 4月6日 - みちよ（三重県、歌手）
- 4月10日 - 堂本剛（奈良県、歌手・俳優、KinKi Kids）
- 4月12日 - R-MAN（青森県、歌手、Yellow Cherry）
- 4月12日 - 藤原基央（千葉県、ミュージシャン、BUMP OF CHICKEN）
- 4月12日 - 村井清崇（長崎県、歌手、元theSoul）
- 4月15日 - 平松俊紀（不明、ギタリスト）
- 4月18日 - 岡本奈穂子（広島県、ドラマー、つばき）
- 4月18日 - 上地雄輔（神奈川県、俳優・歌手・タレント、元羞恥心）
- 4月18日 - 浜谷真理子（大阪府、歌手）
- 5月2日 - HYOGO（大阪府、歌手、ライムライト）
- 5月7日 - 窪塚洋介（神奈川県、俳優・レゲエ歌手、卍LINE）
- 5月8日 - 太郎（茨城県、テクノ歌手）
- 5月9日 - 小林桂（東京都、ジャズ・ボーカリスト）
- 5月9日 - ピエール・ブーヴィエ（ カナダ、歌手、シンプル・プラン）
- 5月16日 - ラスマス・フェイバー（ スウェーデン、ミュージシャン）
- 5月23日 - 相沢巧弥子（群馬県、歌手）
- 5月23日 - ヤニ・ステファノヴィック（ スウェーデン、ヘヴィメタルミュージシャン、ソリューション .45/ミザレーション）
- 5月26日 - あやまん監督（群馬県、歌手、あやまんJAPAN）
- 6月2日 - ナガシマトモコ（兵庫県、歌手、orange pekoe）
- 6月3日 - 花男（北海道、歌手、太陽族）
- 6月4日 - YUNAH（佐賀県、歌手、LAZY KNACK/元The FLARE）
- 6月5日 - 池上ケイ（福岡県、歌手）
- 6月8日 - Jon Underdown（ アメリカ合衆国、歌手、元YELLOW FRIED CHICKENz/元fade）
- 6月9日 - RUKA（東京都、ドラマー、ナイトメア/仙台貨物/The LEGENDARY SIX NINE）
- 6月9日 - 永田武（福井県、歌手、ザ・ルーズドッグス）
- 6月12日 - GS（奈良県、歌手、DOBERMAN INFINITY）
- 6月16日 - 松本英子（秋田県、シンガーソングライター）
- 6月20日 - 上鈴木タカヒロ/上鈴木伯周（栃木県、歌手、P.O.P）
- 7月2日 - 三宅健（神奈川県、歌手・俳優、V6）
- 7月6日 - 井上芳雄（福岡県、俳優・歌手）
- 7月10日 - ミズマケンジ（京都府、歌手、風花）
- 7月11日 - MASH（愛知県、歌手）
- 7月13日 - 藤本一馬（兵庫県、ギタリスト、orange pekoe）
- 7月16日 - コタニキンヤ.（新潟県、歌手）
- 7月16日 - 戸田康平（広島県、歌手・歯科医）
- 7月21日 - HIDDEN FISH（岐阜県、MC、nobodyknows+）
- 7月26日 - ミヤ（茨城県、ギタリスト、ムック）
- 7月30日 - Maya（長野県、歌手、LM.C）
- 7月30日 - 鎌倉圭（長野県、実業家・音楽プロデューサー）
- 8月3日 - Suara（大阪府、歌手）
- 8月9日 - 暮部拓哉（大阪府、歌手）
- 8月10日 - 升秀夫（千葉県、ドラマー、BUMP OF CHICKEN）
- 8月10日 - WISE（愛知県、歌手、元TERIYAKI BOYZ）
- 8月12日 - SATOち（茨城県、ドラマー、ムック）
- 8月15日 - ナオト・インティライミ（千葉県、シンガーソングライター）
- 8月15日 - 麻衣（歌手）
- 8月16日 - 宮原浩暢（静岡県、歌手、Le Velvets）
- 8月16日 - 芹澤"REMI"優真（神奈川県、キーボーディスト、SPECIAL OTHERS）
- 8月16日 - 大久保剛（東京都、ベーシスト、音速ライン）
- 8月20日 - 七尾旅人（高知県、歌手）
- 8月21日 - 逹瑯（茨城県、ミュージシャン、ムック）
- 8月25日 - YASS（青森県、歌手、Yellow Cherry）
- 8月26日 - 松谷卓（静岡県、ピアニスト・作曲家）
- 8月27日 - MAKAI（福岡県、ハウスミュージシャン）
- 8月28日 - 佐伯大介（大阪府、歌手、SunSet Swish/Swish!）
- 9月5日 - 山田耕平（愛知県、歌手）
- 9月8日 - SONOMI（青森県、歌手）
- 9月8日 - P!NK（、シンガーソングライター）
- 9月11日 - 一色徳保（愛媛県、歌手、つばき、+2017年）
- 9月11日 - 前田啓介（山梨県、ベーシスト、元レミオロメン）
- 9月11日 - 吉田知加（京都府、元歌手）
- 9月15日 - Cheri（兵庫県、歌手）
- 9月16日 - 奥村愛（、ヴァイオリニスト）
- 9月16日 - フロー・ライダー（ アメリカ合衆国、ラッパー）
- 9月18日 - U-KI（歌手、元I THE TENDERNESS）
- 9月20日 - さかいゆう（高知県、シンガーソングライター）
- 9月22日 - 竹内めぐみ（神奈川県、元歌手）
- 9月24日 - L-VOKAL（東京都、ラッパー）
- 9月25日 - 誠果（滋賀県、マニピュレーター、UVERworld）
- 9月26日 - 松隈ケンタ（佐賀県、ギタリスト・音楽プロデューサー、Buzz72+）
- 9月28日 - 橘ケンチ（神奈川県、ダンサー、EXILE/EXILE THE SECOND/元J Soul Brothers）
- 9月30日 - コザック前田（兵庫県、シンガーソングライター、ガガガSP）
- 10月1日 - 有尾文也（埼玉県、歌手、JULEPS）
- 10月4日 - 千里愛風（福岡県、歌手）
- 10月8日 - 山田将司（茨城県、ミュージシャン、THE BACK HORN）
- 10月9日 - 直井由文（千葉県、ベーシスト、BUMP OF CHICKEN）
- 10月10日 - 川久保賜紀（、ヴァイオリニスト）
- 10月12日 - ともさかりえ（長野県、女優・元歌手）
- 10月14日 - 岡峰光舟（広島県、ベーシスト、THE BACK HORN）
- 10月16日 - 菅波栄純（福島県、ギタリスト、THE BACK HORN）
- 10月18日 - ニーヨ（、シンガーソングライター・音楽プロデューサー）
- 10月23日 - 永野亮（広島県、歌手、APOGEE）
- 10月30日 - 仲間由紀恵（沖縄県、女優・元歌手、元仲間由紀恵 with ダウンローズ）
- 11月7日 - 松山優太（埼玉県、歌手、JULEPS）
- 11月7日 - 五味岳久（奈良県、歌手、LOSTAGE）
- 11月13日 - MIKA（福岡県、歌手、元twenty4-7）
- 11月15日 - イダセイコ（千葉県、歌手）
- 11月15日 - 清水哲平（愛知県、作曲家、元THYME）
- 11月15日 - YUKKE（茨城県、ベーシスト、ムック）
- 11月21日 - 茶太（福島県、歌手）
- 11月23日 - 岩永洋昭（長崎県、歌手・俳優、純烈）
- 12月1日 - 中島優美（鹿児島県、歌手、元GO!GO!7188/チリヌルヲワカ）
- 12月3日 - 星野奏子（東京都、歌手）
- 12月5日 - 児嶋亮介（千葉県、歌手、元P2H/元KELUN/INSIDE ME）
- 12月8日 - SPHERE（東京都、ラッパー、GICODE）
- 12月9日 - OLIVIA（沖縄県、シンガーソングライター）
- 12月11日 - 稲村太佑（兵庫県、歌手、アルカラ）
- 12月12日 - NORIKIYO（神奈川県、ラッパー、SD JUNKSTA）
- 12月13日 - ME（大阪府、歌手、元twenty4-7）
- 12月16日 - 金築卓也（兵庫県、歌手、元BREATH）
- 12月16日 - 吉田健一（北海道、三味線奏者、吉田兄弟）
- 12月17日 - ライアン・キー（ アメリカ合衆国、歌手、イエローカード）
- 12月20日 - 松本賢一（群馬県、ベーシスト、元ロードオブメジャー）
- 12月20日 - 増川弘明（千葉県、ギタリスト、BUMP OF CHICKEN）
- 12月21日 - 吉川ひなの（東京都、女優・元歌手）
- 12月21日 - GIORGIO 13 CANCEMI（神奈川県、歌手、So' Fly/NERDHEAD）
- 12月21日 - TAKUYA∞（滋賀県、ミュージシャン、UVERworld）
- 12月23日 - Kuu（京都府、歌手、元The Phanky OKstra）
- 12月25日 - YUTA（歌手、元Package Bomb!!/Storollers）
- 12月28日 - KAZUHISA HIROTA（音楽プロデューサー、LADY BiRD）
- 月日不明 - エムラスタ（岐阜県、ラッパー、Romancrew）
- 月日不明 - 川さん（大阪府、歌手、PAN）
- 月日不明 - 日下紗矢子（兵庫県、ヴァイオリニスト）
- 月日不明 - なのるなもない（ラッパー、降神）
- 月日不明 - BACHLOGIC（音楽プロデューサー・ラッパー）
- 月日不明 - 姫（ラッパー、NARSISTER）
- 月日不明 - 平林直己（ミュージシャン、元THE BACK HORN→REDЯUM）
- 月日不明 - 松原裕（兵庫県、音楽プロデューサー、+2019年）
- 月日不明 - 村田シゲ（北海道、歌手、NATSUMEN/□□□/CUBISMO GRAFICO FIVE）

## 死去
- 1月5日 - チャールズ・ミンガス（、ジャズ・ミュージシャン、*1922年）
- 1月13日 - ダニー・ハサウェイ（、シンガーソングライター、*1945年）
- 2月2日 - シド・ヴィシャス（、ベーシスト、セックス・ピストルズ、*1957年）
- 3月13日 - 藤浦洸（長崎県、作詞家、*1898年）
- 4月10日 - ニーノ・ロータ（、作曲家、*1911年）
- 4月24日 - 小畑実（旧・朝鮮、歌手、*1923年）
- 5月11日 - 巖本真理（東京都、ヴァイオリニスト、*1926年）
- 5月21日 - ブルー・ミッチェル（、ジャズ・トランペッター、*1930年）
- 7月3日 - ルイ・デュレ（、作曲家、*1888年）
- 7月6日 - ヴァン・マッコイ（、音楽プロデューサー・作曲家、*1940年）
- 10月1日 - ロイ・ハリス（、作曲家、*1898年）
- 11月11日 - ディミトリ・ティオムキン（、作曲家、*1895年）
- 12月10日 - 清水みのる（静岡県、作詞家、*1903年）
- 12月30日 - リチャード・ロジャース（、作曲家、*1902年）